# Gondifelos, Cavalões e Outiz
Gondifelos, Cavalões e Outiz (oficialmente: União das Freguesias de Gondifelos, Cavalões e Outiz) é uma freguesia portuguesa do município de Vila Nova de Famalicão, com 16,71 km² de área e 5131 habitantes (censo de 2021). A sua densidade populacional é 307,1 hab./km².

## História
Foi criada aquando da reorganização administrativa de 2012/2013, resultando da agregação das antigas freguesias de Gondifelos, Cavalões e Outiz.

## Demografia
A população registada nos censos foi:
| Distribuição da População por Grupos Etários | Distribuição da População por Grupos Etários | Distribuição da População por Grupos Etários | Distribuição da População por Grupos Etários | Distribuição da População por Grupos Etários | Distribuição da População por Grupos Etários |
| -------------------------------------------- | -------------------------------------------- | -------------------------------------------- | -------------------------------------------- | -------------------------------------------- | -------------------------------------------- |
| Antes da agregação                           |                                              |                                              |                                              |                                              |                                              |
| Ano                                          | 0-14 anos                                    | 15-24 anos                                   | 25-64 anos                                   | >= 65 anos                                   | Total                                        |
| 2001                                         | 936                                          | 686                                          | 2496                                         | 473                                          | 4591                                         |
| 2011                                         | 870                                          | 635                                          | 2725                                         | 660                                          | 4890                                         |
| Após a agregação                             |                                              |                                              |                                              |                                              |                                              |
| Ano                                          | 0-14 anos                                    | 15-24 anos                                   | 25-64 anos                                   | >= 65 anos                                   | Total                                        |
| 2021                                         | 688                                          | 630                                          | 2916                                         | 897                                          | 5131                                         |